# Nicolas Edet
Nicolas Edet (La Ferté-Bernard, 17 de janeiro de 1987) é um ciclista profissional francês membro da equipa Cofidis, Solutions Crédits.
Estreia como profissional em 2011 na equipa Cofidis, le Crédit en Ligne, no que permanece na atualidade. Anteriormente já tinha conseguido resultados destacados em corridas profissionais como a etapa que ganhou no Tour du Faso de 2007 e as conseguidas no Tour de Saboia e o Giro do Vale de Aosta em 2010.
Seu maior lucro tem sido ganhar a classificação geral da montanha na Volta a Espanha de 2013 continuando com a boa colocação dos franceses nesta classificação já que o seu ex-companheiro David Moncoutié ganhou-a durante quatro anos seguidos.

## Palmarés
- 2013
  - Classificação da montanha da Volta a Espanha

- 2014
  - 1 etapa do Rhône-Alpes Isère Tour

- 2018
  - Tour de Limusino,[1] mais 1 etapa

## Resultados em Grandes Voltas
| Corrida | Corrida         | 2011 | 2012  | 2013  | 2014 | 2015  | 2016  | 2017 | 2018 | 2019 | 2020 | 2021 |
| ------- | --------------- | ---- | ----- | ----- | ---- | ----- | ----- | ---- | ---- | ---- | ---- | ---- |
|         | Giro d'Italia   | —    | —     | —     | —    | —     | —     | —    | —    | —    | Ab.  | Ab.  |
|         | Tour de France  | —    | 128.º | —     | 77.º | 111.º | 106.º | 76.º | 43.º | Ab.  | 49.º | —    |
|         | Volta a Espanha | Ab.  | —     | 104.º | —    | —     | —     | —    | —    | 18.º | —    | —    |

—: não participa

Ab.: abandono

## Equipas
- Cofidis (2010[2]-2021)
  - Cofidis, le Crédit en Ligne (2010-2012)
  - Cofidis, Solutions Crédits (2013-2021)